# گیجاواش
گیجاواش یا گیجواش با(نام علمی:  Pimpinella saxifraga)، گیاهی از تیرهٔ چتریان و بومی جزایر بریتانیا و مناطق معتدل اروپا و غرب آسیا است. برگهای آن شبیه به گیاه رشکک (burnet) است، اما نباید با آن اشتباه شود. همچنین، اگرچه جزء دوم نام علمی آن ساکسی فراگا است، اما هیچ ارتباطی با گیاه ساکسی فراگا ندارد، تنها اینکه مانند آن ادرارآور است و خاصیت سنگ‌شکن دارد.
در ایران این گیاه در مناطق شمالی به‌ویژه نواحی مختلف استان گیلان به‌صورت خودرو پراکنش دارد. واش در زبان گیلکی به‌معنای گیاه است و چنین نقل می‌شود که دلیل نامگذاری این گیاه به گیجواش این است که با مشغول شدن به چیدن آن، احساس سرگیجه به انسان دست می‌دهد. گیجاواش در استان گیلان به عنوان یک سبزی محلی معطر شناخته شده و از آن در ساخت یک نوع غذای محلی به نام سیرابیج استفاده می‌شود.
گیاه اناریجه (با نام علمی Froriepia subpinnata) گونهٔ دیگری از چتریان است که شباهت بسیاری با گیجاواش دارد و در ایران، در استانهای مازندران، گلستان و گیلان رویش وسیع دارد.